# Parzonería Menor de Guipúzcoa
La Parzonería Menor de Guipúzcoa (en euskera: Gipuzkoako Partzuergo Txikia), también llamada Parzonería de Guipúzcoa, es una entidad local de la provincia de Guipúzcoa que no posee el estatuto jurídico de municipio y que no está integrada en ningún término municipal.
Se trata de un territorio de monte sobre el que ejercen su condominio desde la Edad Media cuatro municipios de la comarca del Goyerri: Idiazábal, Segura, Ceráin y Cegama.

## Etimología
La palabra parzonería es un localismo que se utiliza en las provincias de Guipúzcoa y Álava para referirse a unos condominios intermunicipales compuestos por territorios de monte. Se cree que el término es un galicismo proveniente de la palabra francesa parçonier (partícipe). Los pueblos que participan en la propiedad y disfrute de las tierras compartidas son parzoneros (partícipes) y la asociación de los parzoneros, y por extensión el territorio que forma el patrimonio de dicha asociación, reciben el nombre de parzonería. La traducción al euskera del término parzonería es partzuergo.
En la actualidad existen tres parzonerías en la provincia de Guipúzcoa. Una de ellas recibe el nombre de Enirio-Aralar, por el monte donde se ubica. Las otras dos, que son colindantes entre sí, reciben, respectivamente, el nombre de Parzonería General de Guipúzcoa y Álava y Parzonería de Guipúzcoa. Las dos tienen un origen común, pero se diferencian en que en la primera participan municipios guipuzcoanos y alaveses (de ahí su nombre), mientras que en la segunda solo participan los guipuzcoanos. Como la segunda es además bastante menor que la otra, recibe también la denominación de Parzonería Menor. Para evitar confusiones se le suele llamar Parzonería Menor de Guipúzcoa. En euskera se llama Gipuzkoako Partzuergo Txikia.

## Geografía
La Parzonería de Guipúzcoa es un territorio de unos 4,76 km² que se encuentra en la parte meridional de la provincia de Guipúzcoa, limitando con Navarra. Comprende los parajes de los montes Gazteluberri (862 m) y Etzegarate, situados entre la sierra del Aizkorri y la sierra de Aralar, en plena Sierra de Altzaina. Se trata de un terreno montañoso con cimas como Balankaleku (984 m), Beturzin (943 m), Gazteluberri (862 m) o Larrazkondo (782 m), entre las que se abren collados y algún pequeño valle como el del arroyo Altzerreka. La Parzonería se encuentra en su totalidad al sur de la divisoria de aguas, por lo que sus arroyos vierten a la cuenca mediterránea.
La Parzonería es atravesada por una vía de comunicación de primer orden, la autovía del Norte  A-1 , que cruza el territorio entre los pK 405 y 406, desde que la carretera entra en territorio guipuzcoano hasta que llega a las inmediaciones del barrio de Etzegarate de Idiazábal, concretamente en el puerto de Etzegarate (658 metros).  
No hay barrios en la Parzonería. Se trata de un territorio prácticamente deshabitado. Sólo se contabilizan 2 casas en el territorio de la Parzonería de Guipúzcoa, ambas están situadas en las afueras del barrio de Etzegarate, y sus moradores son considerados y tratados como vecinos de Idiazábal a pesar de vivir en territorio de la Parzonería.

### Localidades limítrofes
La Parzonería Menor de Guipúzcoa limita con el municipio de Idiazábal al norte, el barrio de Etzegarate de Idiazábal se encuentra pegado al territorio de la Parzonería. Al noreste limita con Ataun en un pequeño tramo, al este y sureste con la localidad navarra de Alsasua, al sudoeste con la Parzonería General de Guipúzcoa y Álava y al oeste con el municipio de Cegama.
| Noroeste: Idiazábal                               | Norte: Idiazábal                             | Noreste: Atáun             |
| Oeste: Cegama                                     |                                              | Este: Alsasua (Navarra)    |
| Suroeste: Parzonería General de Guipúzcoa y Álava | Sur: Parzonería General de Guipúzcoa y Álava | Sureste: Alsasua (Navarra) |

## Historia
Las Parzonerías (tanto la General como la Menor) nacieron a principios del siglo XV. Su origen se debe a una donación de tierras y montes que recibió el 30 de marzo de 1401 Fernán Pérez de Ayala, merino mayor y corregidor en Guipúzcoa, por parte del rey Enrique III de Castilla. Unos meses más tarde, el 22 de junio de 1401, Pérez de Ayala vendió estas tierras a la villa de Segura por quinientos florines de oro del cuño de Aragón y dos piezas de paño. Esa escritura fue confirmada por el rey el 16 de septiembre de 1406.
En la escritura de compra-venta figura únicamente la villa de Segura, pero en aquel momento diversas aldeas estaban unidas a la villa de Segura, por lo que puede deducirse que Segura adquirió las tierras como cabeza de toda una serie de localidades de la comarca del Goyerri. Esto queda confirmado por un documento de 1430, en el que la universidad de Legazpia separa y amojona la parte que le correspondía de la compra de los montes; y en la que se indica que la compra había sido efectuada de forma común por la villa de Segura y las universidades de Legazpia, Idiazábal, Ceráin y Cegama. Separada la parte de Legazpia, a partir de 1430 el resto del monte queda como un condominio de las 4 poblaciones restantes.
En un principio todos los vecinos de los 4 pueblos parzoneros podían disfrutar libremente de los montes, obteniendo los recursos que necesitaran de los mismos, pero la sobreexplotación maderera obligó a poner limitaciones. Además se realizaron repoblaciones y se comenzó a cuidar el monte.
Por otro lado, posiblemente ya a lo largo del siglo XV se fueron alcanzando acuerdos con las poblaciones alavesas situadas al sur de la Parzonería, por los que éstas podían acceder también al disfrute de los bosques, montes y pastos de parte del territorio de la Parzonería. No está claro cómo se dio este proceso, ni en que época exacta, pero dio lugar a la división de la parzonería en dos sectores, uno principal sobre el que tenían derechos de disfrute tanto las 4 poblaciones guipuzcoanas, como sus vecinas alavesas (Parzonería General de Guipúzcoa y Álava); y otro sector más pequeño, el más oriental, sobre el que solo tenían derechos las 4 poblaciones guipuzcoanas (Parzonería Menor de Guipúzcoa).

## Economía
Las actividades económicas que se realizan en la Parzonería Menor son la explotación maderera y la ganadería.

## Administración
Como entidad administrativa ejerce las potestades y competencias que poseen los municipios. Se trata de un territorio compuesto por montes sobre el que ejercen la propiedad como condominio los cuatro municipios de Idiazábal, Segura, Ceráin y Cegama.
El reparto de gastos y beneficios se lleva a cabo sobre la base de considerar el patrimonio dividido en 110 porciones: Segura dispone de 52,75, Idiazábal de 28,25, Cegama de 19 y Ceráin, las 10 restantes. 
La sede de la Parzonería se encuentra en el ayuntamiento de Segura y su alcalde ejerce como presidente de la Parzonería Menor.

## Gastronomía
Las Parzonerías y Enirio de Aralar son zonas tradicionales de pastoreo ovino. Es en estas zonas y en los pueblos de las inmediaciones donde se elabora el Queso de Idiazábal.